# Stadtkirche Neustrelitz

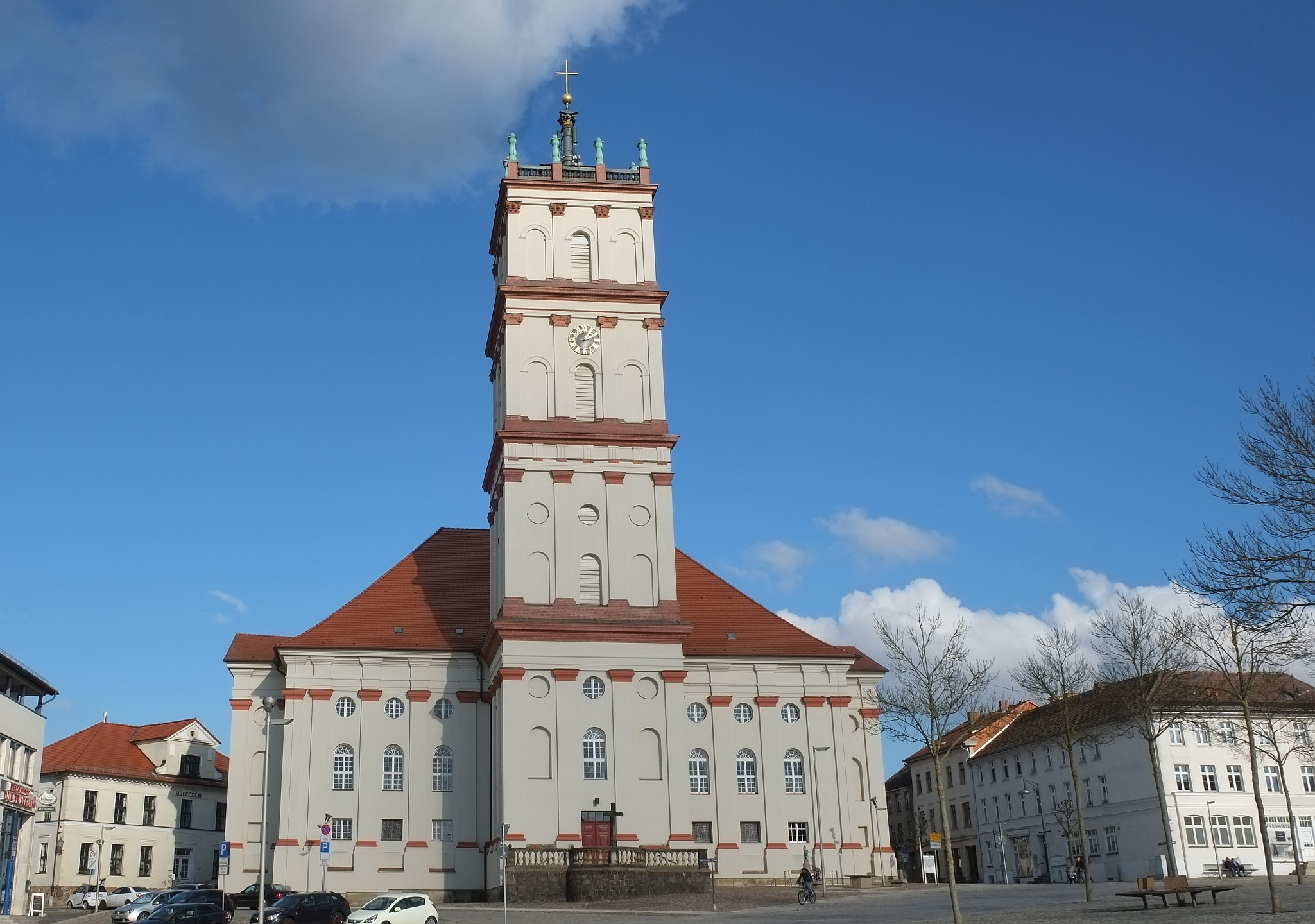
Stadtkirche 2016 mit sanierter Fassade

Die Stadtkirche Neustrelitz ist die Hauptkirche von Neustrelitz am Marktplatz der Stadt. Sie erhielt im Verlauf mehrerer Bauabschnitte im 18. und 19. Jahrhundert und nach erheblichen Veränderungen der Ausstattung von 1968 ihre heutige Gestalt. Die Gemeinde gehört zur Propstei Neustrelitz im Kirchenkreis Mecklenburg der Evangelisch-Lutherischen Kirche in Norddeutschland (Nordkirche).

## Geschichte
Die Kirche wurde von 1768 bis 1778 nach Plänen des Hofarztes Johann Christian Wilhelm Verpoorten als rechteckiger Saalbau in Backstein mit umlaufenden Emporen errichtet. Die Innenmaße der Kirche betragen 20 × 37 Meter. Der Bau zeichnete sich durch eine Pilastergliederung, ein Walmdach und an den Schmalseiten übergiebelten Risaliten mit Treppenhäusern aus. Der Baubeginn datiert auf den 29. Juli 1768, am 4. November 1778 folgte die Weihe als Stadtkirche. Der Baumeister Friedrich Wilhelm Buttel fügte 1828 bis 1831 den massiven Turm und den Außenputz hinzu und prägte damit das heutige Aussehen der Kirche.
Von 2013 bis 2015 wurde die Fassade der Stadtkirche aufwendig saniert und neu verputzt. Dazu waren mehr als 1 Million Euro notwendig. Viele Einwohner und ehem. Neustrelitzer haben diese Baumaßnahme mit Spenden unterstützt, so dass 85.000 Euro an Eigenmitteln aufgebracht werden konnten.

## Ausstattung
Die Stadtkirche beherbergt einen Altar aus der Übergangszeit zwischen spätem Barock und Klassizismus. Ursprünglich war er ein Kanzelaltar; die Kanzel wurde jedoch in der Mitte des 19. Jahrhunderts aus dem Altar entfernt und eine neu gefertigte, dem bisherigen Stil angepasste seitlich davon aufgestellt. Das Mittelfeld des Altars schmückt seitdem eine Kopie des Gemäldes „Kreuztragung“ von Raffael, die Großherzogin Marie 1856 anfertigte und der Kirche stiftete. Im Januar 2009 wurde ein Altarkreuz aus dem Jahr 1968 durch ein älteres, von dem Hofgoldschmied von Behmen der Stadtkirche gestiftetes Kreuz ersetzt. Dieser ließ es 1899 für die Stadtkirche fertigen. Die zu besonderen Anlässen verwendeten wertvollen silbernen Altarleuchter sind Leihgaben der Neustrelitzer Schlosskirche und wurden von König Georg V. und Königin Marie von Hannover 1860 gestiftet. Den vor dem Altar liegenden Lutherteppich erhielt die Kirche zum 400. Geburtsjubiläum Martin Luthers am 10. November 1883. Der Taufständer ist eine Arbeit des hiesigen Hoftischlers Bengelstorff, der auch den Orgelprospekt schuf.

### Orgel

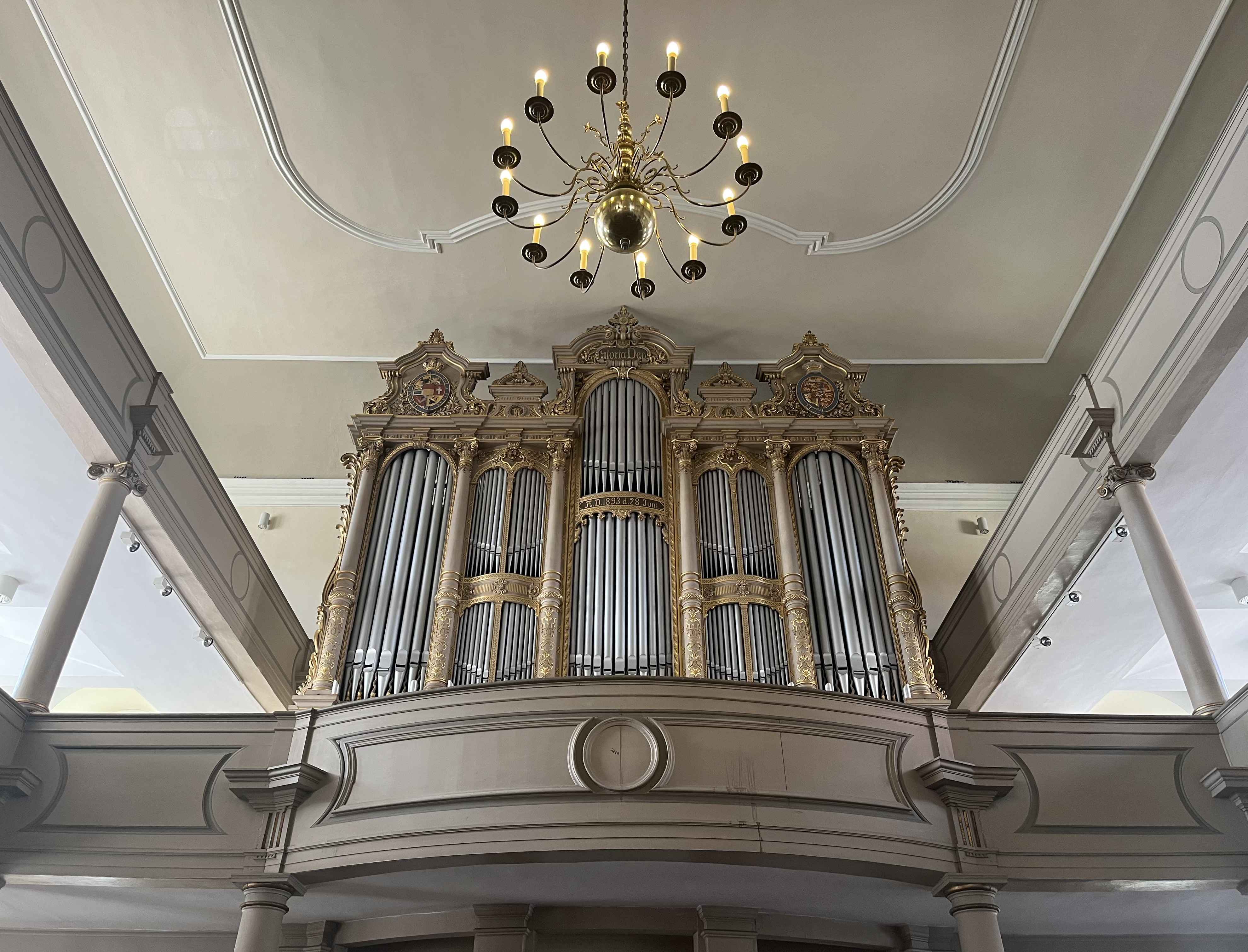
Orgel

Die dreimanualige, mit 45 Registern bei mechanischer Traktur ausgestattete Grüneberg-Orgel fertigte die Firma des Orgelbauers Barnim Grüneberg aus Stettin. Sie wurde am 28. Juni 1893 geweiht und ist nach gründlicher Instandsetzung so wiederhergestellt, wie sie von der Firma Grüneberg konzipiert worden war.
| I Oberwerk C–f3 |              |       |
| 1.              | Quintatön    | 16′   |
| 2.              | Principal    | 8′    |
| 3.              | Salicional   | 8′    |
| 4.              | Concertflöte | 8′    |
| 5.              | Gedackt      | 8′    |
| 6.              | Octave       | 4′    |
| 7.              | Rohrflöte    | 4′    |
| 8.              | Flauto dolce | 4′    |
| 9.              | Nasard       | 2 ⁄3′ |
| 10.             | Octave       | 2′    |
| 11.             | Mixtur III   |       |
| 12.             | Clarinette   | 8′    |
|                 | Tremolo      |       |

| II Hauptwerk C–f3 |              |       |
| 13.               | Principal    | 16′   |
| 14.               | Bordun       | 16′   |
| 15.               | Principal    | 8′    |
| 16.               | Hohlflöte    | 8′    |
| 17.               | Gemshorn     | 8′    |
| 18.               | Gambe        | 8′    |
| 19.               | Rohrflöte    | 8′    |
| 20.               | Octave       | 4′    |
| 21.               | Flöte        | 4′    |
| 22.               | Hohlflöte    | 4′    |
| 23.               | Rauschquinte | 2 ⁄3′ |
| 24.               | Cornett      | 2′    |
| 25.               | Mixtur III   |       |
| 26.               | Trompete     | 8′    |

| III Schwellwerk C–f3 |                 |     |
| 27.                  | Liebl. Gedackt  | 16′ |
| 28.                  | Geigenprincipal | 8′  |
| 29.                  | Zartflöte       | 8′  |
| 30.                  | Flauto dolce    | 8′  |
| 31.                  | Aeoline         | 8′  |
| 32.                  | Liebl. Gedackt  | 8′  |
| 33.                  | Fugara          | 4′  |
| 34.                  | Flauto amabile  | 4′  |
| 35.                  | Oboe            | 8′  |

| Pedal C–d1 |              |         |
| 36.        | Principal    | 16′     |
| 37.        | Octavbass    | 8′      |
| 38.        | Subbass      | 16′     |
| 39.        | Stillgedackt | 16′     |
| 40.        | Quintbass    | 10 2⁄3′ |
| 41.        | Violon       | 16′     |
| 42.        | Bassflöte    | 8′      |
| 43.        | Cello        | 8′      |
| 44.        | Octave       | 4′      |
| 45.        | Posaune      | 16′     |

- Koppeln: I/II, III/I, III/II, Koppelpedal
- Spielhilfen: Manualtutti für jedes Manual, Absteller, Crescendowalze.

Ihre wesentlich kleineren Vorgänger standen oberhalb des Altars auf der obersten Empore. Dort befinden sich heute vier allegorische Figuren (Glaube, Hoffnung, Liebe und Barmherzigkeit) vom Neustrelitzer Meister Simon Gehle. Die bleiverglasten Fenster rechts und links des Altarraumes stammen aus dem Jahr 1931 und stellen Geburt, Taufe, Kreuzigung und Auferstehung Jesu dar. Im hinteren Teil der Kirche gibt es ein Lutherfenster von Gerd Tolzien, eine Gabe des Käthe-Luther-Bunds von 1930.

### Turm und Glocken
Von den drei Glocken der Stadtkirche ist die mittlere aus Bronze. Sie wurde 1521 gegossen und stammt ursprünglich von der Burg Stargard; die beiden größeren sind Hartgussglocken und wurden 1955 als Ersatz älterer Glocken, die für Rüstungszwecke eingeschmolzen wurden, von dem Neustrelitzer Ehepaar Wagner zum Andenken an ihre beiden im Zweiten Weltkrieg gefallenen Söhne gestiftet.

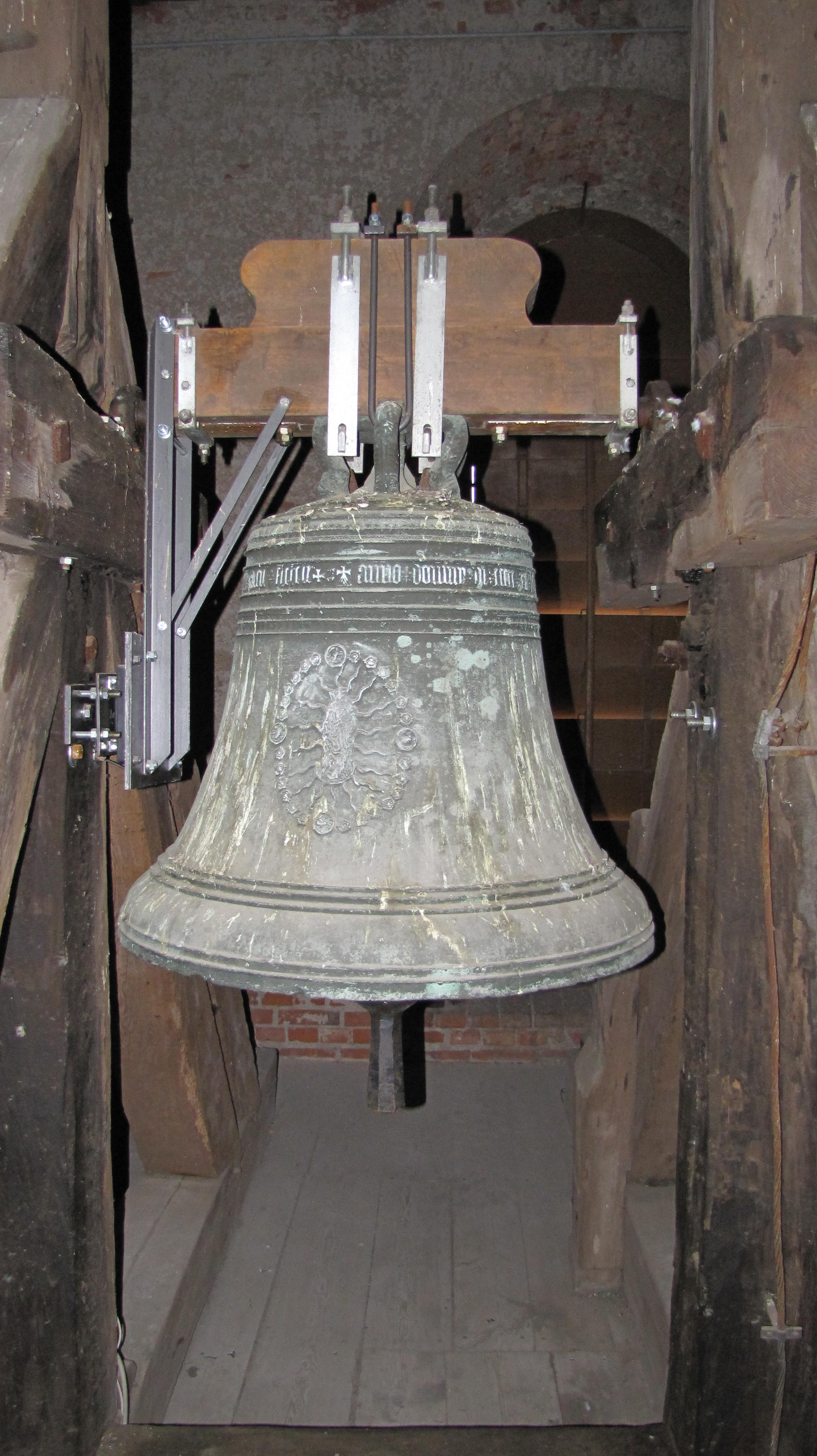
Historische Glocke von 1521
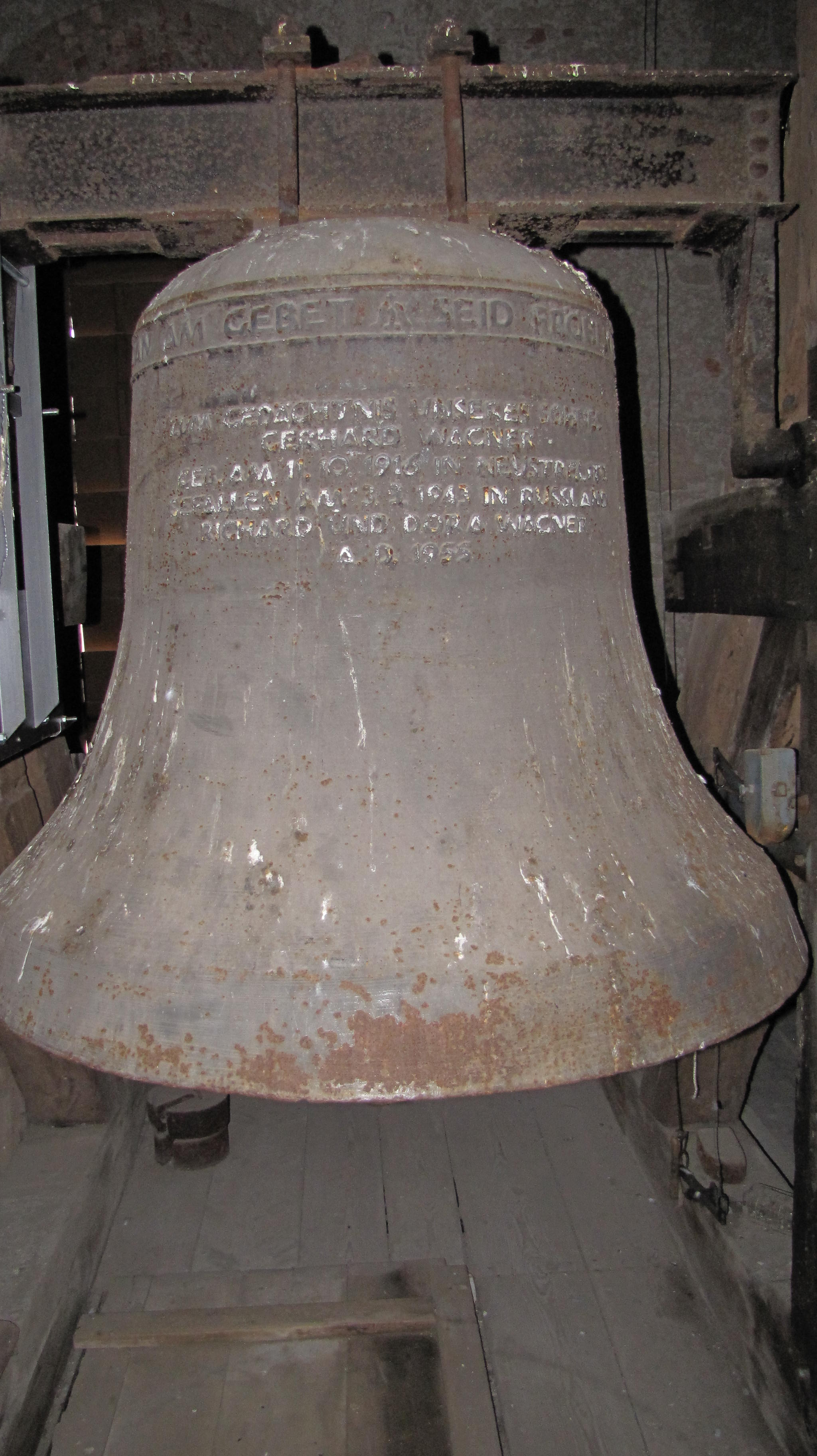
Hartgussglocke von 1955
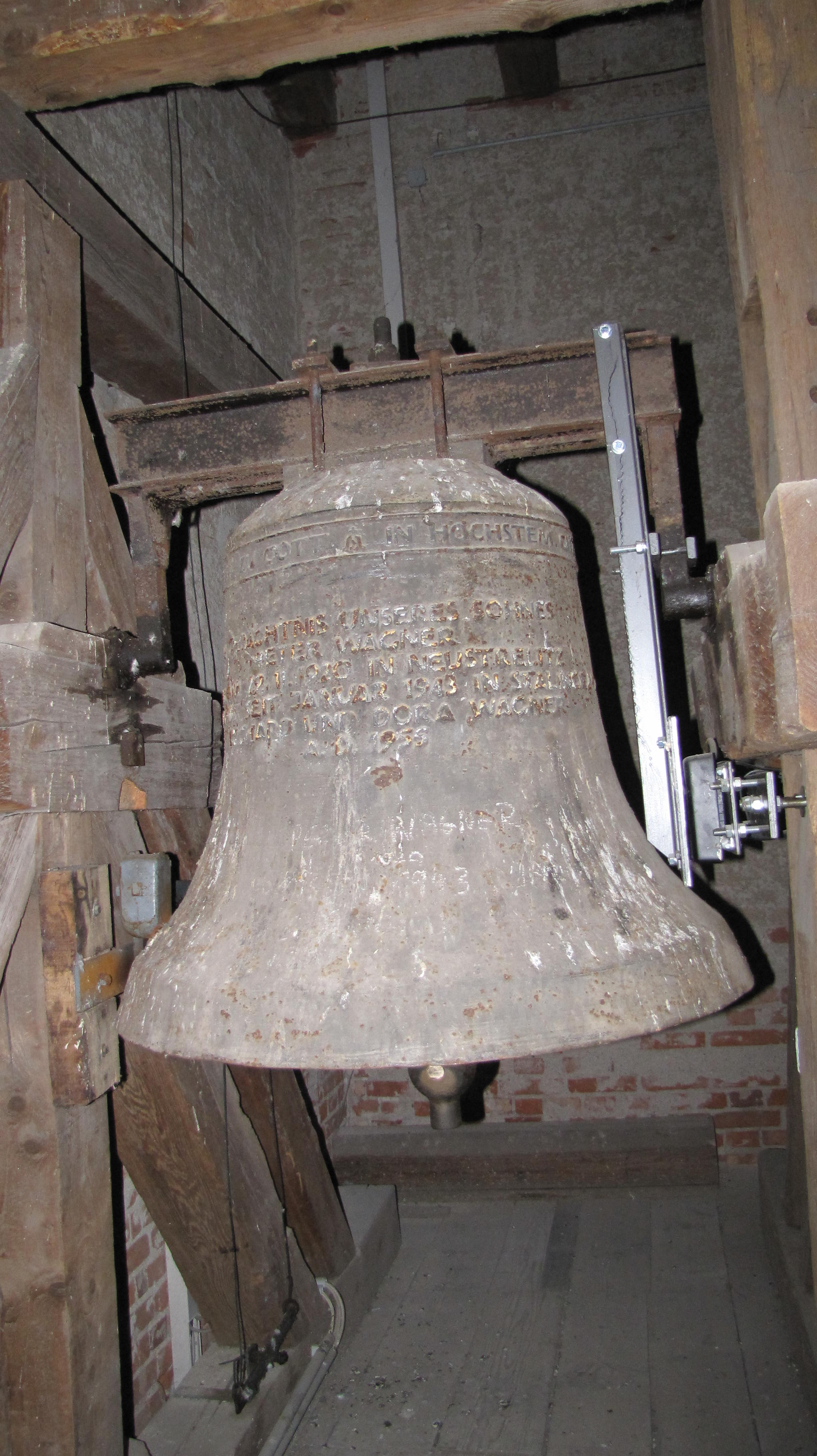
Hartgussglocke von 1955

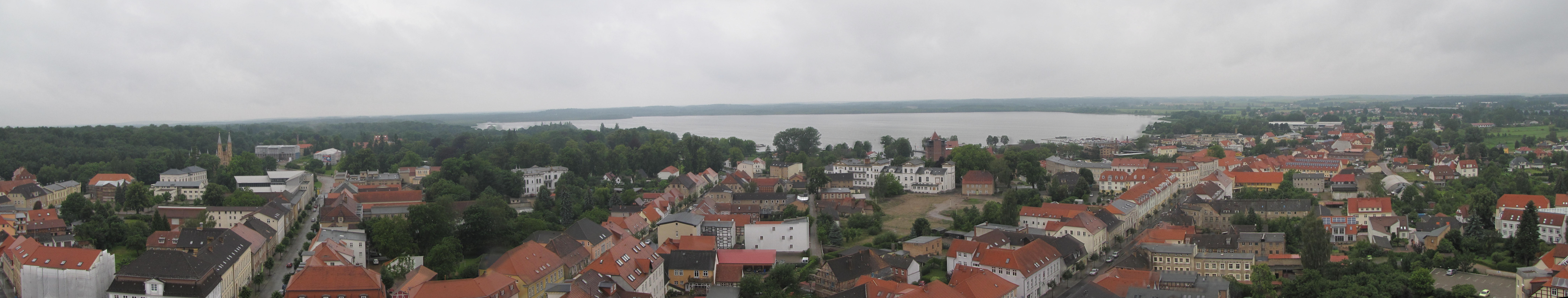
Panoramablick vom Kirchturm

Nach umfangreichen Arbeiten für einen Zugang in den 1930er Jahren und mehrfache Instandhaltungsmaßnahmen können Besucher den Turm als Aussichtsplattform nutzen und aus rund 45 m Höhe über die Straßen und die umliegenden Seen schauen.

### Sanierung der Außenfassade
In den Jahren 2013 bis 2015 wurde die Stadtkirche umfassend saniert. Die Sanierung erfolgte in zwei Bauabschnitten. Im ersten Abschnitt wurde die Nordseite der Kirche trockengelegt, der geschädigte Sockelputz entfernt, das Mauerwerk entsalzt, die Sockelplatten aus Sandstein erneuert sowie die Fensterscheiben und -rahmen saniert. Im zweiten Abschnitt wurde der Kirchturm vollständig eingerüstet und dabei die Außenfassade saniert. Es wurden Reparaturen des Außenputzes und der Backsteinflächen durchgeführt sowie ein neuer Fassadenanstrich aufgebracht. Die Sanierung hat insgesamt 1,25 Mio. Euro gekostet und wurde mit Mitteln der Nordkirche (etwa 43 %), Bundes- und Städtebaufördermitteln sowie einem Eigenanteil der Gemeinde von ca. 6 % finanziert. Am 18. Oktober 2015 wurde der erfolgreiche Abschluss der Sanierung mit einem festlichen Gottesdienst und einem Stadtkirchenfest gefeiert.

## Pastoren
- 1756–1807: Gottlieb Masch, Superintendent
- 1789–1820: Johann Friedrich Zander
- 1790–1795: Carl Martin Retslag
- 1809–1837: Andreas Friedrich Gottlieb Glaser, Superintendent
- 1814–1822: Johann Heinrich Ludwig Fischer
- 1821–1841: Johan Christian Carl Visbeck
- 1831–1885: Hermann Leberecht Ohl, ab 1848 Superintendent
- 1838–1846: Andreas Heinrich Johann Carl Kaempffer, Superintendent
- 1851–1844: Johannes Alexander Bickel
- 1842–1844: Josef Martin Dautwitz
- 1844–1846: Carl August Rüdiger
- 1846–1865: Johann Heinrich August Ludwig Genzke
- 1848–1878: Rudolf Werner
- 1865–1876: Johannes August Rüdiger
- 1870–1877: Herman Naumann
- 1878–1917: Victor Praefcke
- 1880–1884: Ernst Ahlers (s. u.)
- 1885–1876: Ludwig Franz Gustav Horn
- 1917–1920: Ernst Ahlers
- 1886–1904: Gustav Langbein, Superintendent
- 1887–1892: Carl Runge
- 1892–1896: Max Schmidt
- 1896–1900: Nathanael Fischer
- 1897–1910: Hans Reinhold
- 1900–1941: Otto Rütz
- 1902–1916: Carl Horn, Superintendent
- 1925–1934: Georg Krüger-Haye
- 1906–1917: Ludwig Meyer
- 1907–1916: Albert Schmidt
- 1910–1937: Wilhelm Martins
- 1916–1925: Hugo Flemming
- 1916–1933: Gerhard Tolzien, Superintendent, 1921 Landesbischof
- 1926–1951: Ernst Michaelis
- 1933–1934: Johannes Heepe
- 1934–1936: Herbert Propp
- 1934–1937: Walter Zierke
- 1936–1945: Hans-Heinrich Fölsch
- 1937–1938: Werner Falke
- 1937–1941: Paul Brückner
- 1938–1938: Otto Detmer
- 1938–1948: Hans Lohse
- 1938–1940: Hans-Joachim Mützke
- 1941–1946: Siegfried Müller
- 1945–1945: Walter Sterke
- 1946–1958: Georg Steinbrecher
- 1950–1974: Gerhard Möwius
- 1950–1971: Fritz Cleve
- 1952–1956: Paul Lange
- 1956–1965: Hans Hermann Dziedo
- 1959–1968: Gerhard Bosinski
- 1965–1970: Hans-Ulrich Giebner
- 1966–1968: Waltraud Wedemeyer
- 1968–1978: Gotthard Stegen
- 1970–1976: Hartwig Bull
- 1972–1995: Arnold Zarft
- 1976–1995: Winfried Wegener
- 1978–1996: Kurt Winkelmann
- 1990–1998: Christiane Körner
- 1996–2011: Reinhard Scholl
- 1997–2004: Christoph Stier
- 2004–2016: Christiane Körner
- seit 2012: Christoph Feldkamp